# 샌디에이고 동물원 사파리 파크

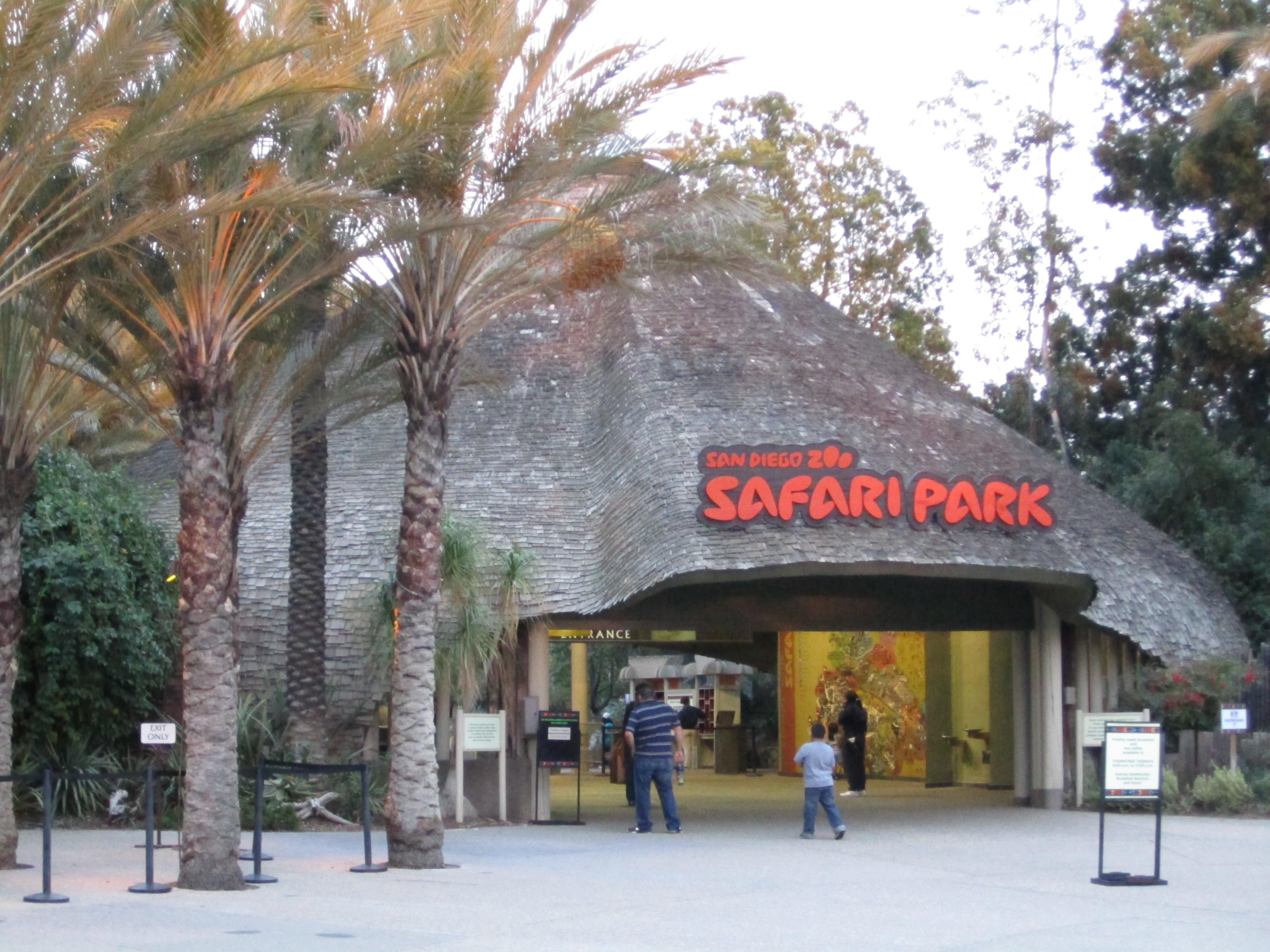
샌디에이고 동물원 사파리 파크 입구

샌디에이고 동물원 사파리 파크(San Diego Zoo Safari Park)은 캘리포니아주 샌디에이고군 에스콘디도 내에 위치한 동물원으로, 1972년에 만들어졌다.
열기구 타기는 입장료에 포함되어 있지 않다.